# Striatoptycholaemus gabunensis
Striatoptycholaemus gabunensis är en skalbaggsart som beskrevs av Pierre Lepesme och Stefan von Breuning 1956. Striatoptycholaemus gabunensis ingår i släktet Striatoptycholaemus och familjen långhorningar.
Artens utbredningsområde är Gabon. Inga underarter finns listade i Catalogue of Life.